# Siliștea Gumești, Teleorman
Siliștea Gumești este satul de reședință al comunei cu același nume din județul Teleorman, Muntenia, România.

## Personalități
Marin Preda (1922 - 1980), scriitor român postbelic și directorul editurii "Cartea Românească".